# 464 Megaira
A 464 Megaira (ideiglenes jelöléssel 1901 FV) a Naprendszer kisbolygóövében található aszteroida. Maximilian Franz Joseph Cornelius Wolf fedezte fel 1901. január 9-én.